# Arthur M. Wolfe
Arthur Michael „Art“ Wolfe (* 29. April 1939 in Brooklyn; † 17. Februar 2014 in La Jolla) war ein US-amerikanischer Astrophysiker und Direktor des Center for Astrophysics & Space Sciences an der University of California, San Diego.
Wolfe promovierte 1967 in Texas. Er ist einer der beiden Entdecker des Sachs-Wolfe-Effekt. 1995 wurde er in die American Academy of Arts and Sciences gewählt.